# Мердер, Николай Карлович
Николай Карлович Мердер (1826—1891) — генерал-лейтенант русской императорской армии, участник Кавказской войны.

## Биография
Родился в 1826 году — сын воспитателя  императора Александра II Карла Карловича Мердера.
Из камер-пажей произведён в корнеты Александрийского гусарского полка. В 1847 году был переведён в Нижегородские драгуны и участвовал во многих делах с горцами под начальством князя Аргутинского Долгорукова.
При взятии Гергебиля и при освобождении Ахты за отличие был произведён в поручики и награждён орденом Св. Анны 4-й степени с надписью «за храбрость». В 1849 году был назначен адъютантом к Рижскому генерал-губернатору князю Суворову.
В 1863 году в чине майора пожалован во флигель-адъютанты.
В 1866 году командовал Павлоградским гусарским полком; 16 апреля 1872 года был произведён в генерал-майоры, 30 августа 1881 года — в генерал-лейтенанты с зачислением в запасные войска. Затем уволен в отставку.
Скончался 3 (15) марта 1891 года.

## Награды
- Орден Святой Анны 4-й ст. за храбрость (1849)
- Орден Святого Станислава 2-й ст. (1868)
- Орден Святой Анны 2-й ст. с императорской короной (1870)
- Орден Святого Владимира 4-й ст. с бантом за 25 лет службы (1870)
- Орден Святого Владимира 3-й ст. (1874)
- Орден Святого Станислава 1-й ст. (1878)

## Семья
Женился 4 ноября 1859 года на дочери статского советника А. Н. Очкина, Анне. У них родились дочери: Мария — 5 мая 1862 года, Варвара — 5 октября 1863 года. 